# (35630) 1998 KQ23
(35630) 1998 KQ23 est un objet de la ceinture principale d'astéroïdes extérieure découvert en 1998.

## Description
(35630) 1998 KQ23 a été découvert le 22 mai 1998 à l'observatoire Magdalena Ridge, situé dans le comté de Socorro, au Nouveau-Mexique (États-Unis), par le projet Lincoln Near-Earth Asteroid Research (LINEAR).

### Caractéristiques orbitales
L'orbite de cet astéroïde est caractérisée par un demi-grand axe de 3,96 ua, un périhélie de 3,46 ua, une excentricité de 0,13 et une inclinaison de 9,96° par rapport à l'écliptique. Du fait de ces caractéristiques, à savoir un demi-grand axe entre 3,2 et 4,6 ua, il est classé, selon la JPL Small-Body Database, comme objet de la ceinture principale d'astéroïdes extérieure.

### Caractéristiques physiques
(35630) 1998 KQ23 a une magnitude absolue (H) de 12,8 et un albédo estimé à 0,228.